# Min fru har en fästman (1937)
Min fru har en fästman (eng: The Awful Truth) är en amerikansk komedifilm från 1937 i regi av Leo McCarey. I huvudrollerna ses Irene Dunne och Cary Grant. Filmen handlar om ett par i skilsmässa som gör allt för att ödelägga varandras nya relationer på olika dråpliga sätt. 

## Rollista i urval
- Irene Dunne - Lucy Warriner
- Cary Grant - Jerry Warriner
- Ralph Bellamy - Dan Leeson
- Alexander D'Arcy - Armand Duvalle
- Cecil Cunningham -  Aunt Patsy
- Molly Lamont - Barbara Vance
- Esther Dale - Mrs. Leeson
- Joyce Compton - Dixie Belle Lee
- Robert Allen - Frank Randall
- Robert Warwick - Mr. Vance
- Mary Forbes - Mrs. Vance
- Skippy - hunden Mr. Smith